# Эффект Ресторфф
Эффект Ресторфф — называемый иначе эффект изоляции, эффект человеческой памяти, когда объект, выделяющийся из ряда сходных однородных объектов, запоминается лучше других. Назван в честь немецкой женщины-психолога Хедвиг фон Ресторфф, пришедшей к соответствующим выводам.

## Описание
Работа фон Ресторфф (1906−1962) была проведена в ряду других исследований по влиянию структуры материала на эффективность запоминания, проводимых представителями школы гештальтпсихологии в 1920-30-е годы. Явление, названное эффектом Ресторфф, было описано в работе, опубликованной в 1933 г., и интерпретировано в соответствии с теорией Гештальта: числа, включенные в ряд слогов, запоминались лучше, чем слоги, в силу того что они образуют целостную фигуру на фоне остальных элементов ряда.
Впоследствии, значительная работа над объяснением и интерпретацией различных эффектов памяти, в том числе эффекта изоляции, в ключе деятельностной и личностной психологии памяти была проведена представителями советской школы психологии, например, в исследованиях Г. К. Середы.
Эффект действует при наличии различий. Существует два вида действия: различие контекста — когда стимул отличается от окружающих его стимулов, различие опыта — когда стимул отличается от опыта, хранящегося в памяти.